# Университет монстров
«Университе́т мо́нстров» (англ. Monsters University) — американский компьютерно-анимационный комедийный фильм 2013 года компании Pixar, приквел комедийного мультфильма «Корпорация монстров». Дистрибьютором картины выступила компания Walt Disney Pictures. Сюжет повествует о двух монстрах, Майке и Салли, студентах страшильного факультета, где они изначально являются соперниками, однако потихоньку становятся лучшими друзьями.
Студия Disney, будучи правообладателем, имела планы на создание сиквела «Корпорации монстров» с 2005 года. После возникших разногласий с Pixar, Disney поручила подразделению Circle 7 Animation поработать над картиной. Был написан первоначальный вариант сценария; однако, покупка Disney Pixar в начале 2006 года привела к отмене версии фильма от Circle 7. Сиквел от Pixar получил подтверждение в 2010 году, а в 2011 году стало известно, что фильм вместо этого станет приквелом под названием «Университет монстров».
Премьерный показ состоялся 5 июня 2013 года в кинотеатре BFI Southbank, расположенном в Лондоне. Картина вышла на экраны 20 июня 2013 года в СНГ, в США — 21 июня. Показ «Университета монстров» предварял короткометражный фильм «Синий зонтик» режиссёра Сашки Унзельда. Лента собрала $ 743 млн при бюджете в размере $ 200 млн. Анимационная короткометражка под названием «Центр вечеринки», сюжет который разворачивается сразу после событий «Университета монстров», вышла осенью 2013 года.

## Сюжет
Мультфильм повествует о событиях, произошедших задолго до сюжета «Корпорации монстров».
С детства Майк Вазовски выделялся среди монстров тем, что не обладал устрашением и не имел способности напугать кого-то. Но после школьной экскурсии на «Корпорацию монстров» Майк загорается желанием получить работу страшилы в будущем. Один из работников говорит ему, что путь в Корпорацию лежит через Университет монстров.
Спустя годы, Майк поступает в Университет на Страшильный факультет. В общежитии его соседом по комнате становится Рэндалл Боггс. Параллельно с ними на факультет поступает монстр с прославленной фамилией, Джеймс П. Салливан, который не намерен чему-то учиться, полагаясь на свои прекрасные данные и способности. На фоне него Майк выглядит неудачником. Он начинает усердно учиться, чтобы доказать, что упорный труд приводит к лучшему результату. Между тем, Салли вступает в элитное студенческое братство «Рёв Охрипших Ртов». Сталкиваясь друг с другом, Майк и Салли начинают испытывать неприязнь, и это приводит к соревнованию в плане учёбы. На промежуточном экзамене в конце первого семестра Салли, пытаясь показать Майку, кто страшнее, случайно роняет контейнер с энергией криков. Происходит переполох, привлекающий внимание декана Терзалес. Она исключает обоих со Страшильного факультета: Майка — за отсутствие способности пугать, Салли — за пренебрежительное отношение к учёбе. По этой причине его исключают из братства.
Оба студента переводятся на факультет изготовления энергетических контейнеров и мечтают вернуться обратно. Майк по-прежнему намерен доказать всем, что может пугать, и начинает собирать команду для Страшильных игр, в которых участвуют студенческие братства. В состав команды входят пять самых невезучих и презираемых монстров, включая Майка, но для регистрации необходимо шесть членов. Декан и Майк заключают договор, что в случае победы команды он сможет вернуться на факультет, а в случае проигрыша он покинет учебное заведение. Также Терзалес соглашается зачислить на факультет всех членов команды. Узнав об этом, Салли просит у Майка членство. В силу отсутствия конкуренции, Майк принимает его. Так возникает братство «Общажный Кошмар».
В первом соревновании команда проигрывает из-за неорганизованности и плохих физических данных. Но одно из братств дисквалифицируют, что позволяет им остаться в гонке. Майк и Салли оставляют разногласия и начинают действовать сообща, обеспечивая победы в следующих соревнованиях. Наконец, в финальном этапе остаётся единственный противник — «Рёв Охрипших Ртов», членом которого стал Рэндалл. Цель соревнования — зайти в симулятор детской комнаты и как можно сильнее напугать имитатор ребёнка. Салли понимает, что Майк даст худший показатель, поэтому решает сжульничать, незаметно снизив уровень сложности в настройках. Благодаря этому «Общажный Кошмар» побеждает, а Рэндалл случайно проигрывает Салли, что становится началом их вражды. После того как все расходятся, радостный Майк замечает взломанную панель настройки. Салли сознаётся перед ним и Терзалес, и та окончательно выгоняет их.
Майк намеревается показать, на что способен, и проникает в мир людей через дверной портал. После прохода срабатывает сигнализация, и все бегут в зону. Терзалес никого не подпускает к двери, но её отвлекают, пока Салли отправляется спасать Майка. Друзья оказываются среди ночи в детском лагере. Заметив Майка, дети зовут взрослых, а взрослые вызывают полицию. С другой стороны Терзалес отключает дверь, чтобы люди не проникли в мир монстров. Майк и Салли наконец осознают, что поодиночке они работают плохо, но объединив усилия, дают хороший результат. Единственный способ вернуться — напугать людей, чтобы активировать дверь. Но в комнате появляются полицейские. Майк говорит Салли, что нужно делать, и вместе они приводят людей в ужас. От испуга дверь переполняется энергией и взрывается, а им удаётся прыгнуть в мир монстров. Из-за инцидента Майку и Салливану отказывают в обучении, но остальных членов команды берут на Страшильный факультет.
Впрочем, друзья не особо расстраиваются, ибо Майк указывает Салли на ещё один способ попасть в Корпорацию — работу в отделе почты. Так начинается долгий карьерный путь, и в один прекрасный день они всё-таки получают должности «страшил».
Сцена после титров: медлительный студент, похожий на слизня, приходит в аудиторию, но оказывается, что учебный год уже кончился, говорит монстр уборщик.

## Роли озвучивали
| Актёр             | Роль                  |
| ----------------- | --------------------- |
| Билли Кристал     | Майкл «Майк» Вазовски |
| Джон Гудмен       | Джеймс Пи Салливан    |
| Стив Бушеми       | Рэндалл «Рэнди» Боггс |
| Джоэль Мюррей     | Дон Карлтон           |
| Шон Хейс          | Терри Перри           |
| Дэйв Фоли         | Тэрри Перри           |
| Питер Сон         | Скотт Склизли         |
| Чарли Дэй         | Арт                   |
| Хелен Миррен      | Декан Терзалес        |
| Альфред Молина    | Профессор Найт        |
| Нейтан Филлион    | Джонни Уортингтон     |
| Обри Плаза        | Клэр Уилер            |
| Тайлер Лэбин      | Брок Пирсон           |
| Джон Красински    | Френк МакКей          |
| Бонни Хант        | Карен Грэйвс          |
| Билл Хейдер       | Рефери / слизень      |
| Бобби Мойнахан    | Чет Александр         |
| Джулия Суини      | Шерри Склизли         |
| Бет Берс          | Кэрри Уильямс         |
| Боб Питерсон      | Роз                   |
| Джон Ратценбергер | Снежный человек       |

## История создания
В 2008 году впервые стало известно о планах Pixar снять продолжение мультфильма «Корпорация монстров». Предполагалось создать продолжение с сюжетом, вращающимся вокруг Салли и Майка, навещающих Бу, ставшую подростком. Выход ленты был намечен на 10 июня 2011 года. Однако официально начало работы над картиной было подтверждено лишь в апреле 2010 года, при этом не оправдались предположения, что режиссёром вновь выступит Пит Доктер. Новой датой релиза было объявлено 16 ноября 2011 года, однако и это число впоследствии перенесли ближе на две недели, чтобы избежать соперничества в сборах с очередной серией «Сумеречной саги».
В начале 2012 года появились неофициальные сведения о том, что «Корпорация монстров 2» будет предысторией первой части. Эта информация была подтверждена в мае 2012 года в блоге Диснея. Там же было указано название мультфильма — «Monsters University», а дата выхода перенесена со 2 ноября 2012 года на 20 июня 2013 года.

## Критика
Мэтт Золлер Зейтц из Chicago Sun-Times дал фильму 4 звезды из 4, заявив, что он «верен духу первой части и соответствует её тону». Тревор Джонстон из Time Out дал фильму 4 звезды из 5, написав: «В нём достаточно того, что нужно, чтобы ещё долго преследовать воображение после того, как гул его пушистой привлекательности утихнет. Для простого приквела, это хороший результат». Питер Трэверс из Rolling Stone дал фильму 3 звезды из 4 и сказал: «Все это заразительно весело, несмотря на отсутствие оригинальности». Ричард Корлисс из Time дал фильму положительную оценку, сказав: «Этот фильм по-прежнему заслуживает того, чтобы дети тащили своих родителей в кинотеатры, чтобы ещё раз взглянуть на монстров в шкафу».
Леонард Малтин из IndieWire похвалил анимацию и художественное оформление, но написал, что хотел бы, чтобы «фильм был более забавным и не был таким замысловатым».

## Награды и номинации
- 2013 — приз Голливудского кинофестиваля за лучший мультфильм года.
- 2014 — номинация на премию «Энни» за лучший мультфильм года.
- 2014 — номинация на премию «Сатурн» за лучший мультфильм года.